# Darío Villalba Flórez
Darío Villalba Flórez   (Sant Sebastià, 22 de febrer de 1939 - Madrid, 16 de juny de 2018) va ser un pintor i fotògraf basc. En la seva joventut es va dedicar al patinatge artístic sobre gel i va representar Espanya als Jocs Olímpics d'Hivern de 1956.

## Biografia
Va néixer a Sant Sebastià el 1939, en una família amb una llarga tradició artística. Amb 11 anys va descobrir el patinatge sobre gel als Estats Units d'Amèrica (EUA), ja que el seu pare era el cònsol espanyol a Filadèlfia.
Amb 18 anys va realitzar la seva primera exposició a la galeria Alfil de Madrid i va començar els seus estudis a la Reial Acadèmia de Belles Arts de Sant Ferran, alhora va estudiar Dret, que va abandonar, i Filosofia i Lletres. També va practicar el dibuix al Círculo de Bellas Artes.
A París va pintar al taller d'André Lhote durant uns mesos. El 1962 va rebre una beca per a estudiar a la Universitat Harvard, fet que va suposar un conjunt d'exposicions als EUA en què va donar a conèixer les seves sèries: La Duquessa d'Alba i Fòssils, torsos i empremtes. El 1967 va començar els seus viatges a Londres que es van convertir en una excel·lent font d'imatges fotogràfiques urbanes. La seva sèrie Els Encapsulats li va proporcionar un gran èxit internacional.
La seva obra forma part de nombroses col·leccions, com ara la Fundació Solomon R. Guggenheim, Metropolitan Museum of Art, Institut Valencià d'Art Modern, Museu d'Art Abstracte Espanyol, Museu Reina Sofia, Fundació Juan March i ARTIUM.
Una característica de la seva obra és la utilització de la fotografia en les investigacions plàstiques. Els seus treballs són pioners en aquest tipus d'expressió i li van permetre ser representant a la Biennal de Venècia el 1970: «A la meva obra la pintura és fotografia i la fotografia és pintura».
El 2001 al Centro Galego de Arte Contemporánea va realitzar una exposició anomenada Documentos básicos 1957-2001, un diari en imatges que recull el plantejament general de la seva obra. El 2007 el Museu Reina Sofia va realitzar una exposició retrospectiva de la seva obra des del 1957 al 2007. El 2014 es va mostra la seva obra dins del marc del Festival Off de PHotoEspaña 2014. El text del catàleg per a aquesta exposició va ser escrit per Francisco Calvo Serraller.